# Václav Migas
Václav Migas (16 settembre 1944 – 23 settembre 2000) è stato un calciatore cecoslovacco, di ruolo difensore.

## Carriera

### Club
Durante la sua carriera ha vestito solo la maglia dello Sparta Praga, in cui ha giocato tra il 1962 ed il 1974.

### Nazionale
Con la Nazionale cecoslovacca ha preso parte ai mondiali del 1970.

## Palmarès
- Coppa di Cecoslovacchia: 2

Spartak Praga Sokolovo: 1963-1964
Sparta ČKD Praga: 1971-1972
- Coppa Mitropa: 1

Spartak Praga Sokolovo: 1964
- Campionato cecoslovacco: 2

Spartak Praga Sokolovo: 1964-1965
Sparta ČKD Praga: 1966-1967